# 샘 휴스턴 콜리시엄
샘 휴스턴 콜리시엄(영어: Sam Houston Coliseum)는 미국 텍사스주 휴스턴에 위치한 실내 경기장이다. 과거 ABA 휴스턴 매버릭스와 WHA 휴스턴 에어로스의 홈경기장으로 사용했다.

## 같이 보기
- 샘 휴스턴